# Симеиз
Симеи́з (укр. Сімеїз, крымскотат. Simeiz, Симеиз) — посёлок городского типа на южном берегу Крымского полуострова, в Ялтинском регионе Крыма.

## Название
Название посёлка имеет греческое происхождение (греч. σημαια — знак, приметное место, -εις — суффикс множественного числа в диалекте крымских греков).

## География
Расположен на побережье Чёрного моря, у подножия горы Кошка, высота центра пгт над уровнем моря — 60 м.
Симеиз — приморский климатический курорт Южного берега Крыма, расположенный на южном склоне Крымских гор. Среднегодовая температура воздуха составляет +13,5 °C. Среднегодовое количество осадков около 500 мм.
Средняя температура января — февраля +4...+6 °С, августа +26 °С. Количество солнечных часов в году — 2300, относительная влажность воздуха — 70 %. Купальный сезон продолжается с мая по октябрь (средняя температура воды летом +22...+27 °С).

## История
В доисторические времена недалеко от Симеиза — в котловине Беш-Текне, у северных склонов горы Ат-Баш — находилась стоянка древних людей. Первыми исторически засвидетельствованными обитателями Симеиза были тавры. В окрестностях посёлка они оставили после себя дольмены и укреплённое поселение на горе Кошка. У подножия горы находится самый большой таврский могильник в Крыму, состоящий из 95 могил. Постоянное поселение в районе Симеиза датируется эллинистическим временем. На вершине Кошки в XIII—XV веке существовал феодальный замок Лимена-Кале. Тогда же византийцы, которым в то время принадлежал Южный берег Крыма, основали неподалёку укреплённый монастырь, впоследствии замок, Панеа, у подножия которого существовало поселение, называемое историками Ай-Панда. Возможно, именно в эту эпоху поселение получило название Сембос. После того, как власть Византии ослабла, Сембос вместе со всем южным берегом вошёл в состав генуэзского Капитанства Готия. Генуэзцы превратили византийский замок в укрепление, руины которого частично сохранились до наших дней.
После завоевания генуэзских владений османами в 1475 году Сембос стал небольшой деревней, входившей в состав Мангупского кадылыка Кефинского санджака. По материалам переписи Кефинского санджака 1520 года в приписанном к Инкирману селении Сембос числилось 30 семей, исключительно христиан. К 1542 году Сембос переподчинили Балыклагу, но он оставался христианской деревней: 31 полная семья, 1 — потерявшая мужчину-кормильца и 3 взрослых холостых мужчин. С XVII века на южном побережье Крыма начинает распространяться ислам. По налоговым ведомостям 1634 года из селения недавно выехали 4 последние семьи христиан: в Балаклаву — 1 и в Керменчик — 3 двора. Документальное упоминание селения встречается в «Османском реестре земельных владений Южного Крыма 1680-х годов», согласно которому в 1686 году (1097 год хиджры) Симеиз входил в Мангупский кадылык эялета Кефе. Всего упомянуто 53 землевладельца, все мусульмане, владевших 662,5 дёнюмами земли. После обретения ханством независимости по Кючук-Кайнарджийскому мирному договору 1774 года «повелительным актом» Шагин-Гирея 1775 года селение было включено в Крымское ханство в состав Бакчи-сарайского каймаканства Мангупскаго кадылыка, что зафиксировано и в Камеральном Описании Крыма… 1784 года.
После присоединения Крыма к России (8) 19 апреля 1783 года, (8) 19 февраля 1784 года, именным указом Екатерины II сенату, на территории бывшего Крымского Ханства была образована Таврическая область и деревня была приписана к Симферопольскому уезду. Перед Русско-турецкой войной 1787—1791 годов производилось выселение крымских татар из прибрежных селений во внутренние районы полуострова. В конце 1787 года из Симеиза были выведены все жители — 161 душа. В конце войны, 14 августа 1791 года всем было разрешено вернуться на место прежнего жительства. После Павловских реформ, с 1796 по 1802 год, входила в Акмечетский уезд Новороссийской губернии. По новому административному делению, после создания 8 (20) октября 1802 года Таврической губернии, Симеиз был включён в состав Махульдурской волости Симферопольского уезда.
По Ведомости о всех селениях в Симферопольском уезде состоящих с показанием в которой волости сколько числом дворов и душ… от 9 октября 1805 года, в деревне Симеиз числилось 22 двора и 148 жителей, исключительно крымских татар. На военно-топографической карте генерал-майора Мухина 1817 года деревня Симеис обозначена с 21 двором. Имение «Симеиз» было основано известным промышленником секунд-майором Иваном Акимовичем Мальцовым в 1828 году и через несколько лет имело площадь 567 десятин земли. Значительная часть имения была занята виноградниками и фруктовыми садами. После реформы волостного деления 1829 года Симеиз, согласно «Ведомости о казённых волостях Таврической губернии 1829 года», передали в состав Алуштинской волости, а, после образования в 1838 году Ялтинского уезда, деревню передали в состав Алуштинской волости. На карте 1836 года в деревне 16 дворов, а на карте 1842 года Симеиз обозначен условным знаком «малая деревня», то есть, менее 5 дворов.
По итогам земской реформы Александра II 1860-х годов деревня была приписана к Дерекойской волости. Согласно «Списку населённых мест Таврической губернии по сведениям 1864 года», составленному по результатам VIII ревизии 1864 года, Семеиз — казённая татарская деревня с 38 дворами, 157 жителями и мечетью при речке безъименной. На трёхверстовой карте Шуберта 1865—1876 года в деревне обозначено 48 дворов. На 1886 год в деревне Салейз, согласно справочнику «Волости и важнѣйшія селенія Европейской Россіи», проживало 319 человек в 47 домохозяйствах, действовали мечеть и лавка. Согласно «Памятной книге Таврической губернии 1889 года», по результатам Х ревизии 1887 года, в деревне Симеиз числилось 77 дворов и 349 жителей. На верстовой карте 1890 года в деревне обозначено 79 дворов с татарско-русским населением.
После земской реформы 1890-х годов, которая в Ялтинском уезде прошла после 1892 года деревня осталась в составе преобразованной Дерекойской волости. По «…Памятной книжке Таврической губернии на 1892 год» в деревне Семеиз, составлявшей Семеизское сельское общество, числилось 358 жителей в 70 домохозяйствах. По «…Памятной книжке Таврической губернии на 1902 год» в деревне Симеиз, составлявшей Симеизское сельское общество, числилось 402 жителя в 51 домохозяйстве. По Статистическому справочнику Таврической губернии. Ч.II-я. Статистический очерк, выпуск восьмой Ялтинский уезд, 1915 год, в селе Симеиз Дерекойской волости Ялтинского уезда, числилось 101 двор с татарским населением в количестве 489 человек приписных жителей и 341 — «посторонних». В посёлке Новый Симеиз числилось 19 дворов с населением без указания национальностей и без приписных жителей, но с 735 «посторонними».
Одними из первых положили начало Симеизу как месту для дачного и курортного отдыха бывший военный министр Российской империи Д. А. Милютин, построивший там в 1874—1876 годах имение (двухэтажный дом, 10 других построек, виноградник и фруктовый сад, парк) и проживший 30 лет после своей отставки в 1881 году, и промышленник С. И. Мальцов.

В начале XX века по инициативе братьев Николая Сергеевича и Ивана Сергеевича Мальцовых на части территории их имения, которую они продали под строительство дач и пансионов, возник курортный посёлок Новый Симеиз. Вскоре посёлок стал одним из самых престижных и благоустроенных буржуазно-аристократических курортов Крыма. В этот период был разбит курортный парк, построен ряд вилл, в абсолютном большинстве сохранившихся, в различной степени аутентичности, до сих пор). Большая часть домов посёлка была сооружена по проектам инженера Якова Петровича Семёнова. В 1912 году император Николай II с семьёй посетил Симеиз и встречался с Иваном Сергеевичем Мальцовым.
 По Статистическому справочнику Таврической губернии, 1915 год, в селе Симеиз Дерекойской волости Ялтинского уезда, числился 101 двор (85 дворов с землёй, 16 — безземельные) с татарским населением в количестве 489 человек приписных жителей и 341 — «посторонних», из которых 499 мужчин и 331 женщина. Жители владели 746 десятинами удобной земли. В хозяйствах имелось 68 лошадей и 77 коров.
После установления в Крыму Советской власти, по постановлению Крымревкома от 8 января 1921 года была упразднена волостная система и село подчинили Ялтинскому району Ялтинского уезда. Начиная с 1921 года на базе национализированных большевиками дач и пансионов создаются пансионаты и санатории. В 1922 году уезды получили название округов. Согласно Списку населённых пунктов Крымской АССР по Всесоюзной переписи 17 декабря 1926 года, в селе Симеиз, центре Симеизского сельсовета Ялтинского района, числилось 153 двора, из них 112 крестьянских, население составляло 622 человека, из них 431 крымский татарин, 119 русских, 31 грек, 25 украинцев, 7 белорусов, 3 еврея, 1 немец, 5 записаны в графе «прочие», действовали русская, татарская и греческая школы I ступени. Также в составе сельсовета числился курорт Симеиз Новый, с 174 дворами (9 крестьянских) и 591 жителем: 451 русский, 40 украинцев, 31 еврей, 25 татар, 11 поляков, 10 белорусов, 4 латыша, 3 немца, 3 эстонца, 1 грек, 12 записаны в графе «прочие». В 1927 году Симеизский курорт посетило около 10 тысяч человек. Почти все санатории Симеиза специализировались на лечении чахотки. В 1930 году был заложен Приморский парк, а начиная с 1932 года курорт стал круглогодичным. В 1929 году в Симеизе был создан колхоз им. Калинина, специализировавшийся на виноградарстве и табаководстве, на 1935 год при колхозе имелась рыболовецкая артель, деревня была уже электрифицирована
С началом немецкой оккупации Крыма осенью 1941 года многие жители Симеиза ушли в горы и стали участниками Ялтинского партизанского отряда. Осенью 1942 года несколько высадок на берег совершили моряки Черноморского флота. Много жителей посёлка погибло от рук оккупантов, которые практиковали расправы с мирным населением в ответ на вылазки партизан. Красная Армия освободила Симеиз 16 апреля 1944 года. 18 мая того же года крымские татары из посёлка, согласно
Постановлению ГКО № 5859 от 11 мая 1944 года, были депортированы в Среднюю Азию: на 15 мая 1944 года подлежало выселению 126 семей татар: всего 468 жителей, из них мужчин — 118, женщин и детей — по 175 человек; был принят на учёт 101 дом спецпереселенцев.. 12 августа 1944 года было принято постановление № ГОКО-6372с «О переселении колхозников в районы Крыма», по которому в район из Ростовской области РСФСР переселялись 3000 семей колхозников.
В послевоенные годы началось активное восстановление и развитие курорта. Полностью все разрушения военных лет были ликвидированы к 1955 году. Основные санатории и дома отдыха созданные в послевоенный период: санаторий «Симеиз» (бывший им. XXII съезда КПСС), детский санаторий «Москва», санаторий им. Н. А. Семашко (ныне один из его корпусов является гостиницей «Лиго Морская»), детский санаторий «Пионер», санаторий «Юность» (бывший им. Ленина, а до того «Селям»), санаторий «Красный маяк», санаторий «Голубой Залив».
Ещё с 1950-х годов «дикий» пляж близ Симеиза был облюбован отдыхающими-нудистами, приезжавшими сюда со всего СССР. С начала 1990-х годов посёлок также стал популярен у отдыхающих нетрадиционной сексуальной ориентации.

## Население
| 1926  | 1939  | 1959  | 1970  | 1979  | 1989  |
| ----- | ----- | ----- | ----- | ----- | ----- |
| 622   | ↗4497 | ↗4627 | ↗5467 | ↘4897 | ↘4577 |
| 2001  | 2009  | 2010  | 2011  | 2012  | 2013  |
| ↘4025 | ↘3888 | ↘3881 | ↗3950 | ↘3914 | ↘3901 |
| 2014  | 2016  |       |       |       |       |
| ↘2604 | ↗2703 |       |       |       |       |

Всеукраинская перепись 2001 года показала следующее распределение по носителям языка
| Язык             | Процент |
| ---------------- | ------- |
| русский          | 90,86   |
| украинский       | 6,88    |
| крымскотатарский | 1.17    |
| другие           | 1,09    |

## Экономика
Основа экономики посёлка — обслуживание отдыхающих. Симеиз — известный приморский климатический курорт, есть противотуберкулёзные санатории.

## Транспорт
Симеиз связан маршрутными такси со следующими городами:
- № 115 Симеиз (автостанция) — Алупка (автостанция) — Ялта (автовокзал);
- № 107 Кацивели (аквапарк) — Симеиз (Голубой залив) — Симеиз (автостанция) — Алупка (автостанция) — Ялта (автовокзал)
- № 142 Симеиз (автостанция) — Алупка (питомник) — Южнобережное шоссе — Ялта (11 микрорайон) — Ялта (автовокзал).

## Наука
В Симеизе, на горе Кошка расположен известный как Симеизская обсерватория Симеизский отдел Крымской астрофизической обсерватории. Здесь была расположена первая в мире станция слежения за лунными космическими аппаратами, использовавшаяся для контроля за полётом космических аппаратов «Луна-1» (январь 1959 года) и «Луна-2» (сентябрь 1959 года), а позднее принявшая первые фотографии обратной стороны Луны (космический аппарат «Луна-3», октябрь 1959 года).
Астероид (748) Симеиза открытый русским астрономом Григорием Неуйминым в 1913 году в Симеизской обсерватории назван в честь города Симеиза и одноимённой обсерватории, где и был открыт. Это первый астероид, открытый с территории России.
В Симеизе находится один из компонентов системы «Интеркосмос». Представляет собой экспериментальную лазерную станцию наблюдения искусственных спутников Земли.

## Достопримечательности
Рядом с посёлком, на горе Кошка — остатки укреплений Лимен-Исар. (VIII—I вв. до н. э.). Над морем возвышаются скалы Дива и Панея (с остатками укрепления X—XV века Панеа на вершине), вокруг которой найдены остатки небольшого поселения и нескольких храмов.

## Известные люди
В Симеизе в разное время проживали Сергей Рахманинов, Михаил Коцюбинский, Дмитрий Милютин, Сергей Алдошин, Илья Сельвинский, Константин Паустовский, Остап Вишня, Лев Толстой и путешественник, основатель Харбина, инженер-путеец Н. С. Свиягин.

## В литературе
- Симеиз упоминается в ряде произведений Кира Булычёва, как место проживания двоюродной бабушки Алисы Селезнёвой Лукреции Ивановны.

## Фильмы, снимавшиеся в Симеизе
- Некоторые сцены фильма «Личная жизнь королевы» (1993) снимались на симеизском пляже.
- В фильме «Новые приключения неуловимых» (1968) эпизод, где Яшка-цыган прыгает в море, был снят на Симеизском пирсе. Дублёр (местный житель) прыгал со скалы Дива[65].
- В Симеизе снимался эпизод фильма «Рассказ барабанщика» (Укртелефильм, 1985 г.).
- В качестве типичного южного городка для съёмок фильма «Бедные родственники» (2005) был выбран Симеиз.
- Сцены фильма «Тайна железной двери» (1970) снимались на территории Крымской астрофизической обсерватории и на дороге между Симеизом и обсерваторией[66]/
- В Симеизе снимался фильм "Один шанс из тысячи" (1968).
- Отдельные сцены фильма Станислава Говорухина "Десять негритят" (1987) снимались у скалы Дива.
- Сцены фильма Алексея Учителя "Дневник его жены" (2001).
- Большая часть музыкальной кинокомедии «Шапито-шоу» (2011) была снята в Симеизе.
- Сцена прощания в фильме "Сердца трёх" (1992).